# Sinj (poduzeće)
Sinj, hrvatska građevinska tvrtka sa sjedištem u Sinju. 

## Osnovi podatci
Osnovna djelatnost je građevinarstvo. Svojevremeno je imala i po 500 zaposlenika. Za nju se može reći da je izgradila suvremeni grad Sinj. Pretvorbom pretvorena u dioničko društvo. Stečajni postupak otvoren bio je 12. studenoga 2001. godine. Tvrtka je još raspolagala vrijednom imovinom, na što su računali vjerovnici. Pretkraj poslovanja imala je 222 radnika.